# Wilhelm Martens (Historiker, 1831)
Wilhelm Martens (* 30. Januar 1831 in Danzig; † 27. März 1902 in Kloster Wald bei Ottobeuren) war ein deutscher Kirchenhistoriker und Jurist.
Martens studierte ab 1849 Jura in Berlin, Bonn und Halle, wo er 1852 promoviert wurde. Danach praktizierte er als Anwalt. 1855 wurde er Privatdozent für Rechtswissenschaft in Berlin. Er konvertierte in Berlin zum katholischen Glauben und studierte drei Jahre Theologie in Münster, wo er 1860 in Theologie promoviert wurde (De formula concordiae). Er war Priester in Pelplin und kurze Zeit Vikar in Oliva bei Danzig. 1860 wurde er Professor für Kirchengeschichte und Kirchenrecht am Priesterseminar Pelplin. 1868 wurde er dessen Direktor. 1873 trat er zurück, da er mit der Opposition der katholischen Bischöfe gegen die preußischen Kirchengesetze nicht einverstanden war. Er lebte dann als Privatmann in Danzig. Einen Ruf an die Universität Breslau schlug er aus.
Von ihm stammen Beiträge zur ADB.

## Schriften (Auswahl)
- Grundriß zu Vorlesungen über das heutige katholische Kirchenrecht, Danzig 1868
- Die Beziehungen der Überordnung, Nebenordnung und Unterordnung zwischen Kirche und Staat. Historisch-kritische Untersuchungen mit bezug auf die kirchenpolitischen Fragen der Gegenwart, Stuttgart 1877
- Die römische Frage unter Pippin und Karl dem Großen, Stuttgart: Cotta 1881. Internet Archive
- Neue Erörterungen über die römische Frage, Stuttgart: Cotta 1882. Internet Archive
- Die Besetzung des päpstlichen Stuhles unter den Kaisern Heinrich III. und Heinrich IV., Freiburg 1886.
- Heinrich IV. und Gregor VII. nach der Schilderung Rankes, Danzig 1887.
- Das Vaticanum und Bonifaz VIII., München 1888.
- Die falsche Generalkonzession Constantins, München 1889.
- War Gregor VII. Mönch?, München 1891.
- Gregor VII., sein Leben und Wirken, 2 Bände, Leipzig. 1894 (Digitalisat Digitale Bibliothek MV)
- Beleuchtung der neuesten Kontroverse über die römische Frage unter Pippin und Karl dem Großen, Leipzig 1898.
- Vier kleine Aufsätze zur Musik und Dichtkunst, München 1898
- Vademecum für die deutsche Jugend, ausgewählte Gedichte von Eichendorff, Uhland und Reinick, München 1901.